# Gustavia
Gustavia je hlavní a nejvýznamnější město francouzského zámořského společenství Svatého Bartoloměje, ležícího v Karibiku. Dle údajů z roku 2006 zde žije 2 300 obyvatel.

## Historie
Gustavia byla založena roku 1785, když ostrov od Francie získali Švédové výměnou za obchodní práva v Göteborgu. Město je pojmenováno po švédském králi Gustavu III. Francii se město i ostrov vrátily po prodeji v roce 1878.